# Arquitectura de Irán
La arquitectura iraní o arquitectura persa es la arquitectura que se ha construido en el territorio que ahora se corresponde más o menos con el Irán contemporáneo y el continente cultural iraní. Su historia data desde al menos 5000 a. C. hasta el presente, con ejemplos característicos distribuidos en una amplia zona desde Turquía e Irak hasta el norte de la India y Tayikistán, y desde el Cáucaso hasta Zanzíbar. Los ejemplos de edificios persas varían desde chozas campesinas a casas de té y jardines, desde pabellones a «algunos de los edificios más majestuosos que el mundo ha visto jamás». Además de puertas, palacios y mezquitas históricos, el rápido crecimiento de ciudades, como la capital, Teherán (ver: arquitectura de Teherán) ha ocasionado una ola de demoliciones y nuevas construcciones.
La arquitectura iraní muestra una gran variedad, tanto estructural como estética, a partir de un desarrollo gradual y coherente de tradiciones y experiencias anteriores. Sin innovaciones repentinas, y pese al repetido trauma de las invasiones y los choques culturales, se ha logrado «una individualidad distinta de la de otros países musulmanes». Se han señalado como virtudes primordiales, entre otras, «un marcado sentimiento de forma y escala, la inventiva estructural, sobre todo en la bóveda y la construcción de la cúpula, un genio de la decoración con una libertad y un éxito no igualados en ninguna otra arquitectura».
Tradicionalmente, el motivo formativo rector de la arquitectura iraní ha sido su simbolismo cósmico «por el cual el hombre se pone en comunicación y participación con las fuerzas del cielo». Este tema —compartido por casi toda la arquitectura asiática y que persiste incluso en los tiempos modernos—, no solo ha dado unidad y continuidad a la arquitectura de Persia, sino que ha sido también la fuente principal de su carácter emocional. Según el historiador y arqueólogo persa Arthur Pope:

El arte supremo de Irán, en el sentido propio de la palabra, ha sido siempre su arquitectura. La supremacía de la arquitectura se aplica tanto al período pre-islámico como al post-islámico.
Introducing Persian Architecture, Arthur Pope

## Principios fundamentales

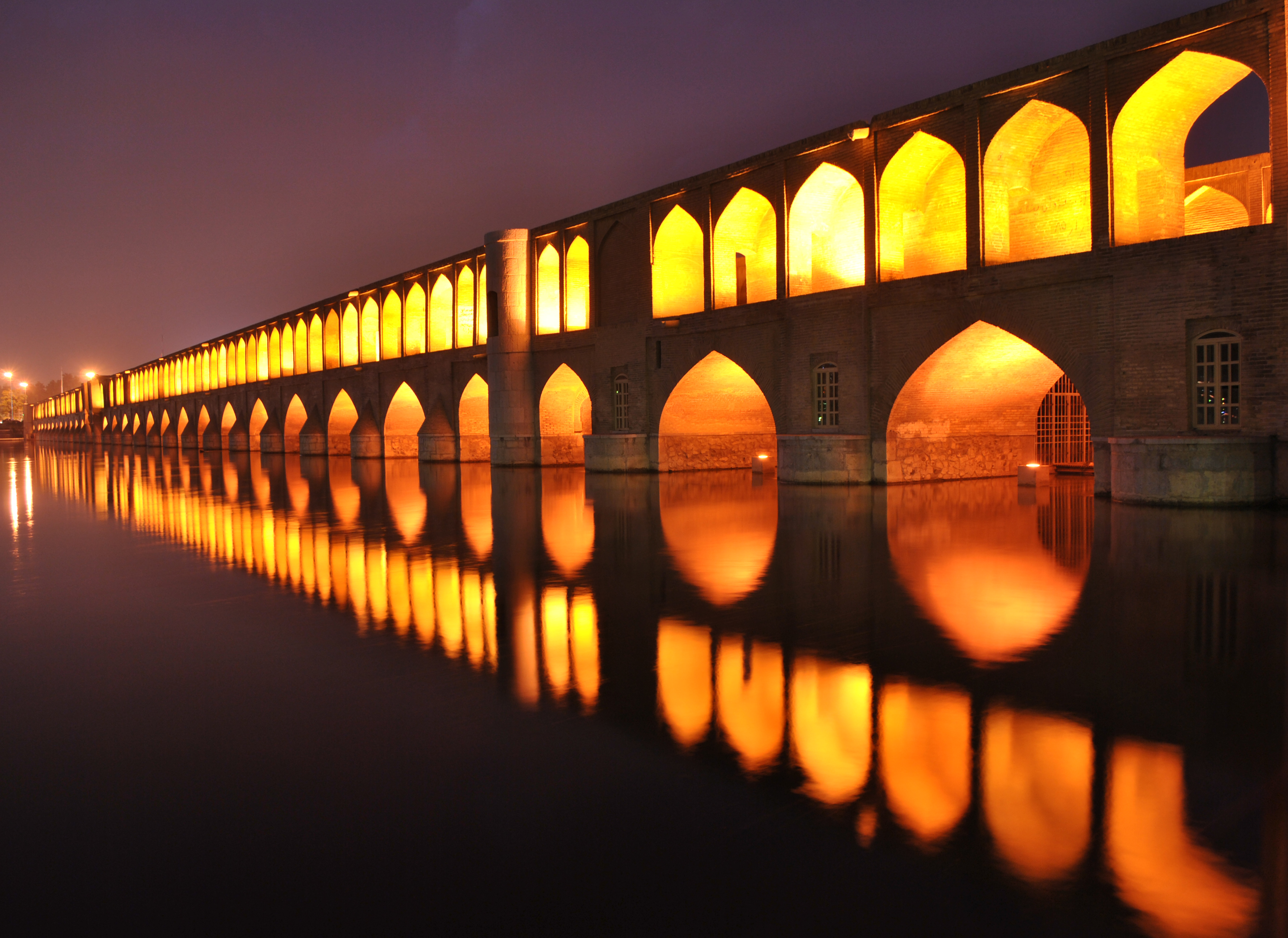
Si-o-se Pol

La arquitectura persa tradicional ha mantenido una continuidad que, aunque temporalmente interrumpida por conflictos políticos internos o invasión extranjera, ha logrado tener un estilo inconfundible. En esta arquitectura,

[...] no hay edificios triviales, incluso los pabellones de jardín tienen nobleza y dignidad, y los caravasar más humildes tienen en general encanto. En expresividad y comunicatividad, la mayoría de edificios persas son lúcidos, incluso elocuentes. La combinación de intensidad y simplicidad de forma proporciona inmediatez, mientras que el ornamento y, a menudo, sutiles proporciones recompensan la observación detallada.
(..) there are no trivial buildings; even garden pavilions have nobility and dignity, and the humblest caravanserais generally have charm. In expressiveness and communicativity, most Persian buildings are lucid - even eloquent. The combination of intensity and simplicity of form provides immediacy, while ornament and, often, subtle proportions reward sustained observation.
Persian Architecture, de Arthur Upham Pope

### Categorización de estilos

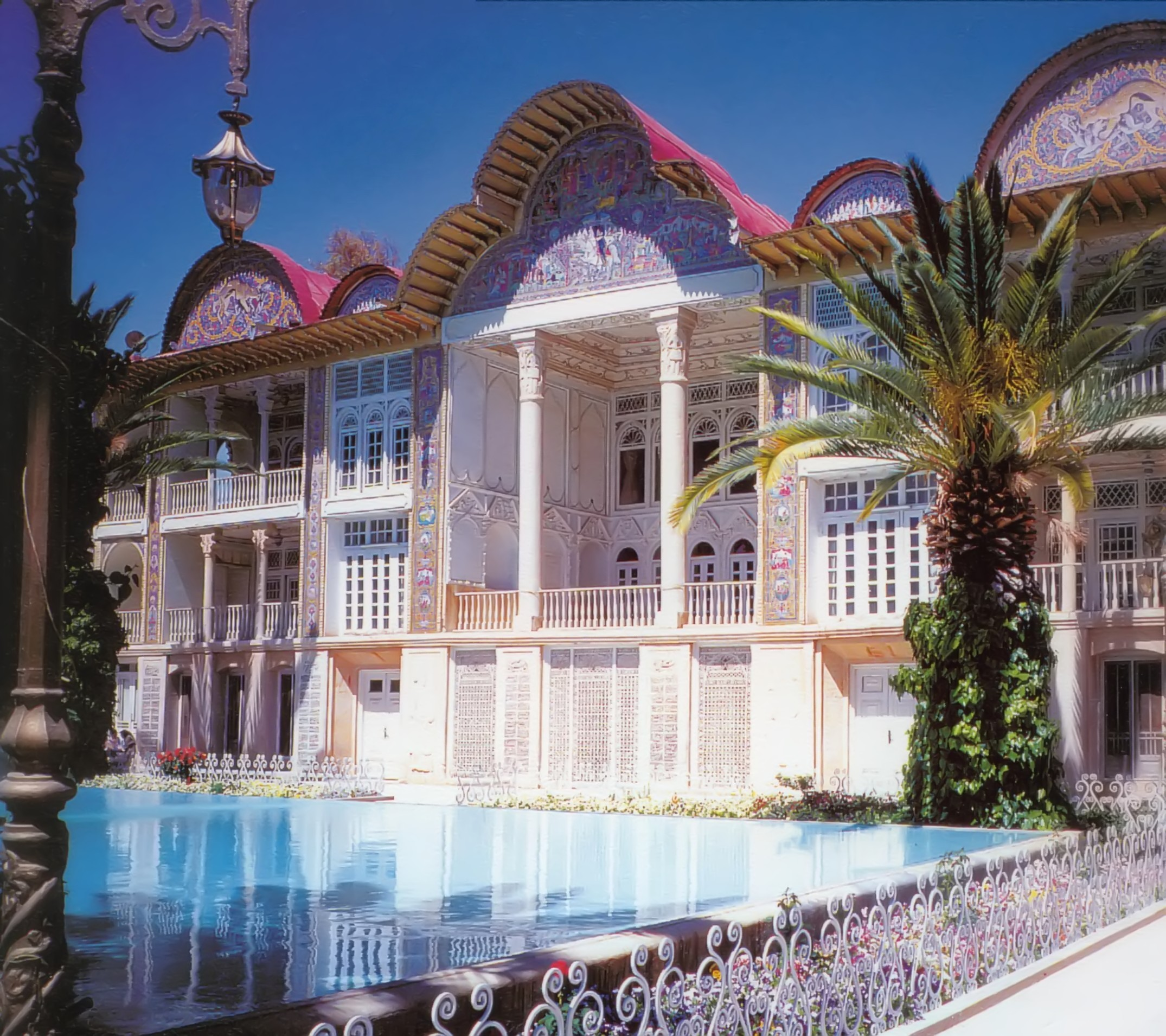
El Jardín de Eram, en Shiraz, es un edificio del y un legado de la dinastía Zand.

En general, la arquitectura tradicional en tierras iraníes a través del tiempo puede clasificarse en las siguientes seis clases o estilos (sabk):

- Zoroástrica o preislámica:

- el estilo persa (hasta el siglo III a. C.), que comprende:

- estilo prepersa (hasta el siglo VIII a. C.), por ejemplo, Choga Zanbil;
- estilo del imperio medo (desde el siglo VIII al siglo VI a. C.),
- estilo aqueménida (desde el siglo VI al siglo IV a. C.) que se manifiesta en la construcción de ciudades espectaculares utilizadas para la gobernanza y la residencia (como Persépolis, Susa, Ecbatana), en los templos para la adoración y reuniones sociales (tales como los templos zoroastrianos), y en los mausoleos erigidos en honor de los reyes caídos (como la tumba de Ciro el Grande);

- - el estilo parto que comprende diseños de las siguientes épocas:
    - época seléucida, por ejemplo, el Templo de Anahita, Khorheh;
    - época de la Dinastía arsácida de Partia, por ejemplo, los compuestos reales en Nisa,
    - época sasánida, por ejemplo, Ghal'eh Dokhtar, el Taq-i Kisra, Bishapur, Darband.
    - época sasánida, p.e., Templo del fuego de Amol.

- Islámica:

- estilo Khorasani (desde finales del siglo VII hasta el final del siglo X), por ejemplo, la Mezquita Jameh de Naín y la mezquita del Viernes de Isfahán;

- estilo Razi (desde el siglo XI hasta el período de la invasión mongola), que incluye métodos y dispositivos de los siguientes períodos:

- período samánidas, por ejemplo, el mausoleo de Ismail Samani;
- período gaznávida, por ejemplo, la torre de Gonbad-e Qābus;
- período selyúcida, por ejemplo, las torres de Kharraqan;

- estilo azari (desde finales del siglo XIII hasta la aparición de la dinastía safávida en el siglo XVI), por ejemplo, Soltaniyeh, Arg-i Alishah, la Mezquita Jameh de Varamin, la Mezquita Goharshad, la mezquita Bibi Khanum de Samarcanda, la tumba de Abdas-Samad, Gur-e Amir, la mezquita Jameh de Yazd;
- estilo isfahani, a partir del siglo XVI y a través de las dinastías safávida, afsárida, zand y Kayar; por ejemplo, Chehelsotoon, Ali Qapu, Agha Bozorg Mezquita de Kashan, Mezquita Shah, Mezquita Sheikh Lotf Allah.

### Materiales
Los materiales de construcción de que se dispone en la región dictan las formas principales en la arquitectura tradicional iraní. Las arcillas pesadas, fácilmente disponibles en varios lugares a través de la meseta, han estimulado el desarrollo de la más primitiva de todas las técnicas de construcción, el barro moldeado, comprimido tan sólidamente como sea posible y luego dejado secar. Esta técnica, que se utiliza en Irán desde la antigüedad, nunca ha sido completamente abandonada. La abundancia de tierra plástica pesada, en conjunción con un tenaz mortero de cal, también facilitó el desarrollo y el uso del ladrillo.

### Geometría
La arquitectura iraní se sirve de abundante geometría simbólica, utilizando formas puras como círculos y cuadrados, y las plantas se basan en los diseños simétricos que a menudo hacen uso de patios rectangulares y salones. 

### Diseño
Ciertos elementos de la arquitectura persa han persistido a lo largo de la historia de Irán. Los más llamativos son una marcada sensación de escala y un uso exigente de formas simples y masivas; la constancia de las preferencias decorativas; el conjunto de altos portales altos con arco dentro de un rebaje; las columnas con capiteles de soporte, y los tipos recurrentes de planta y alzado. A través de los siglos estos elementos se han repetido en tipos de edificios completamente diferentes, construidos para diversos programas y con el patrocinio de una larga sucesión de gobernantes.

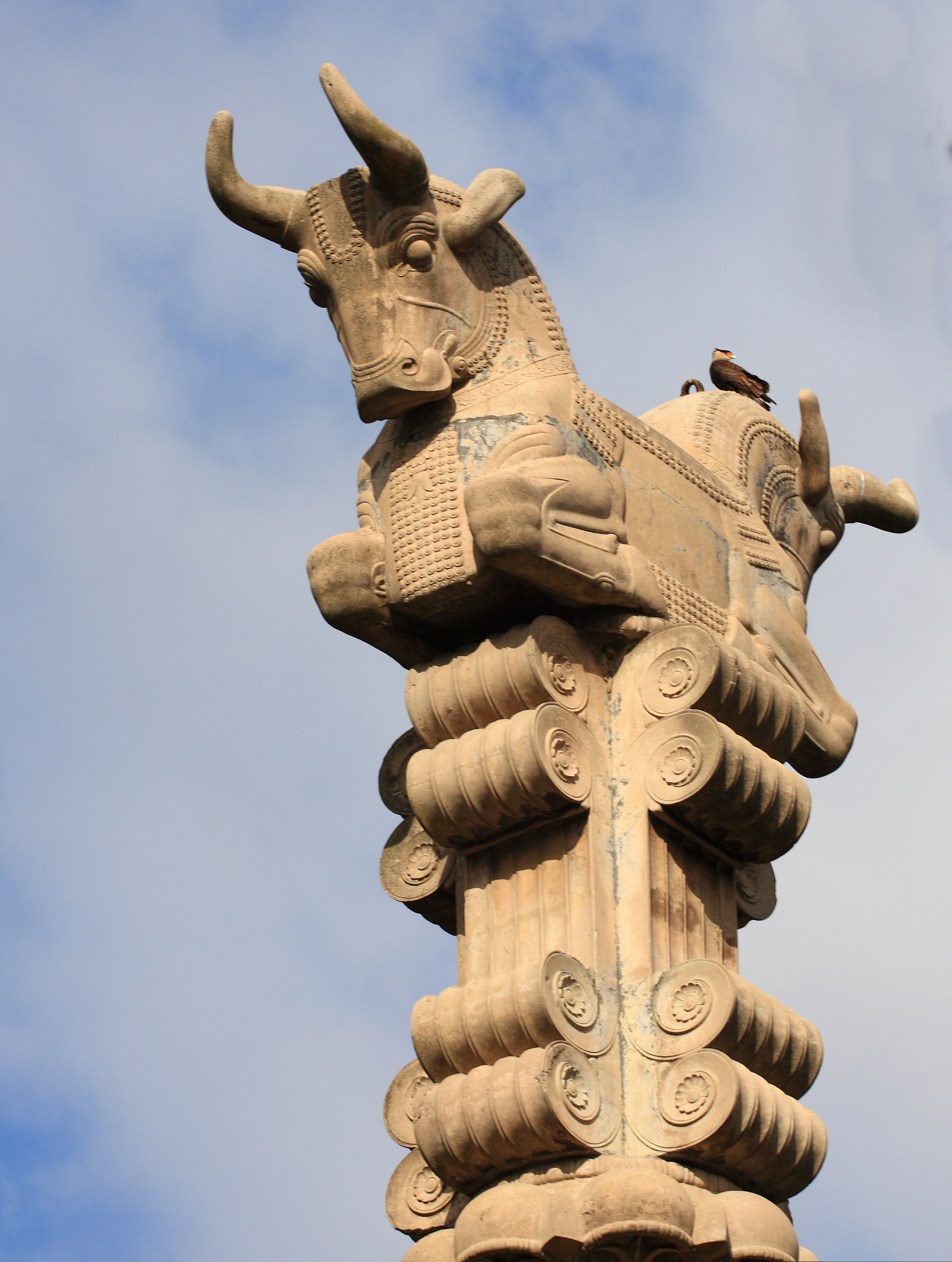
Columna de estilo persa, como se ven en Persépolis.

El pórtico de columnas, o talar, que se ve en las tumbas excavadas en la roca cerca de Persépolis, reaparece en los templos sasánidas, y hacia finales de época islámica que fue utilizado como el pórtico de un palacio o una mezquita, y se adaptan incluso a la arquitectura de casas de té en carretera. Del mismo modo, la Gonbad sobre cuatro arcos, tan característica de los tiempos sasánidas, todavía se encuentra en muchos cementerios e Imamzadehs hoy por todo Irán. La noción de torres de tierra que alcanzanel cielo para mezclarse con las torres divinas se prolongó hasta el siglo XIX, mientras que el patio interior y la piscina, la entrada en ángulo y la extensa decoración es antigua, pero sigue siendo común, características de la arquitectura iraní.

## Arquitectura preislámica de Persia

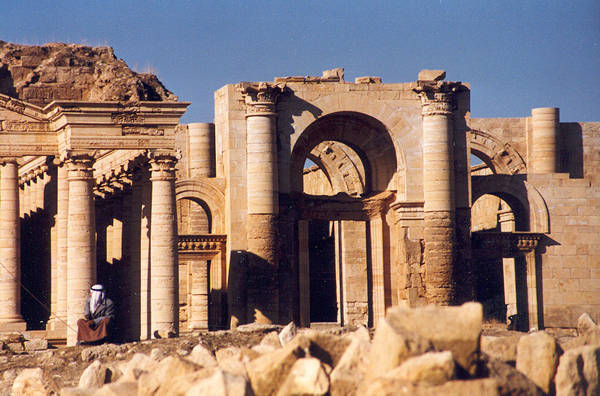
Hatra en Irak. En 3 al siglo 1 a. C., durante el Imperio parto, Hatra fue un centro religioso y comercial. Hoy en día es un sitio del patrimonio mundial, protegido por la UNESCO.

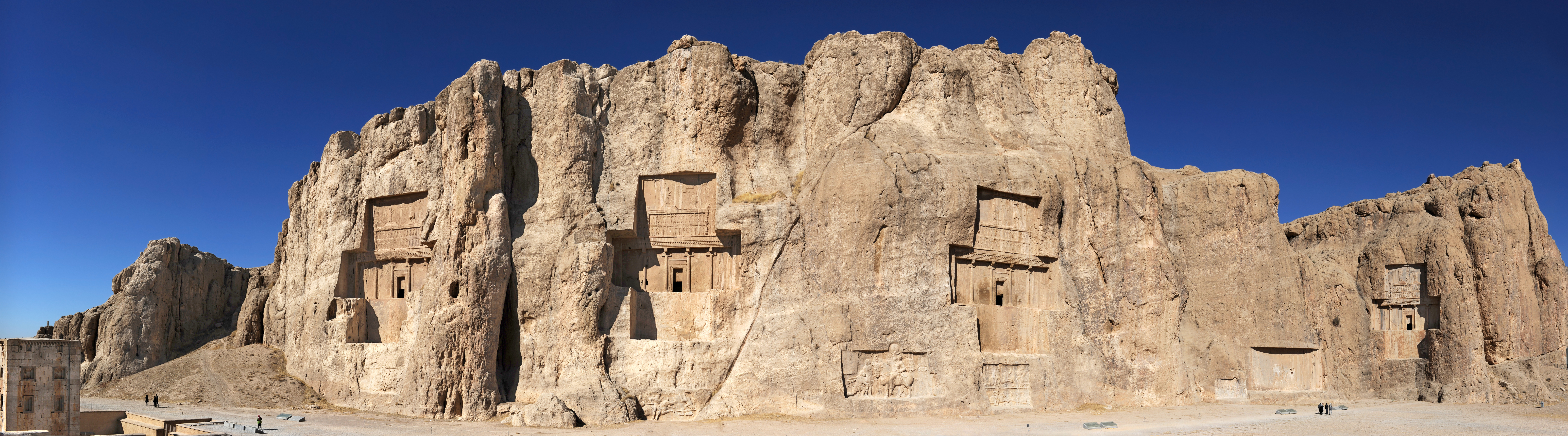
Vista panorámica de la Naqsh-e Rustam. Este lugar contiene las tumbas de cuatro reyes aqueménidas, entre ellos Darío I y Jerjes.

Los estilos preislámicos se basan en 3000-4000 años de desarrollo arquitectónico de diversas culturas de la meseta iraní. La arquitectura post- islámica del Irán, a su vez, atrae las ideas de su predecesora preislámica, y muestra formas geométricas y repetitivas así como superficies ricamente decoradas con azulejos, estuco tallado, ladrillo, patrones florales en los adornos y la caligrafía.

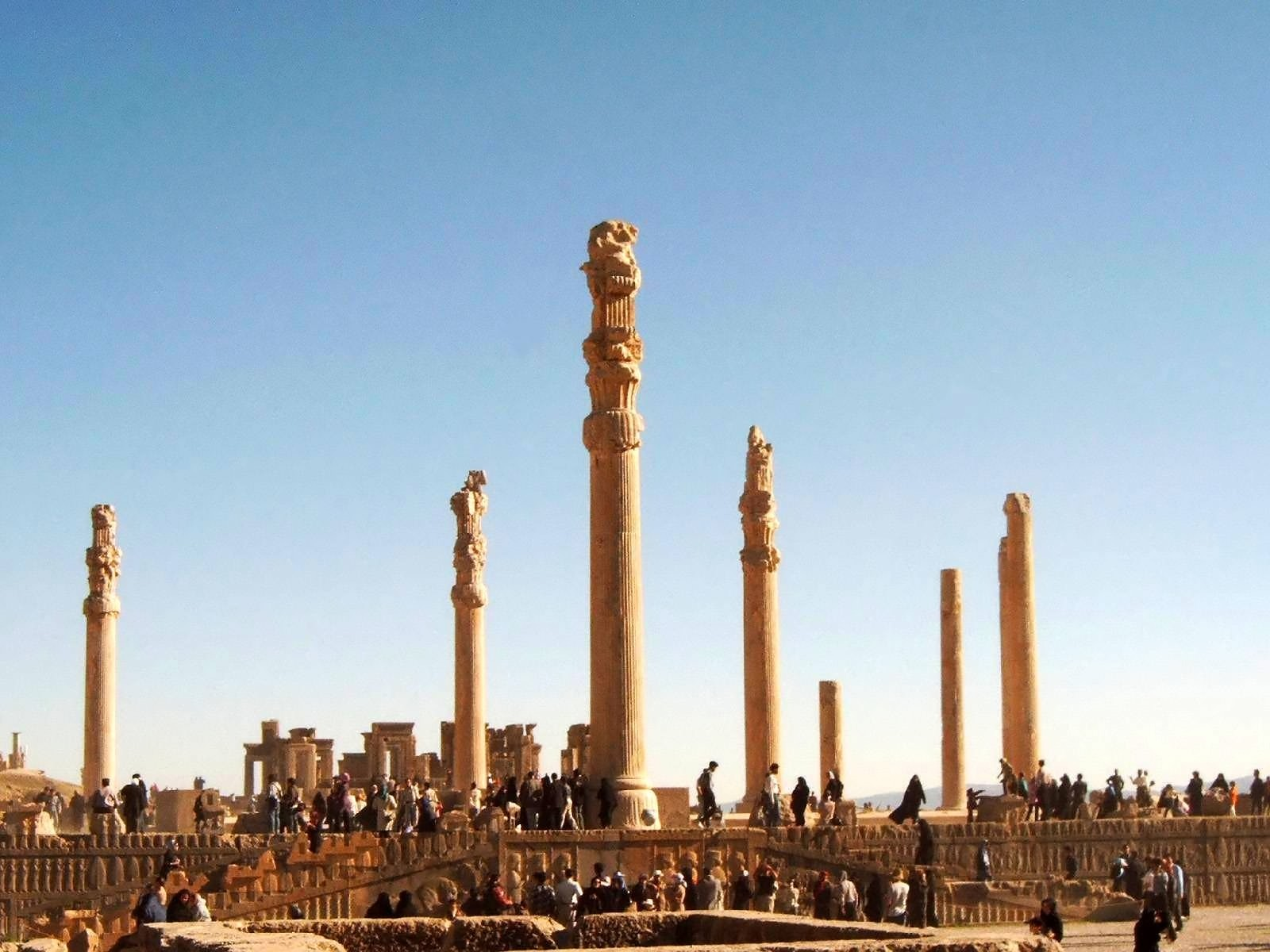
Las ruinas de Persépolis, construida hace 2500 años, durante el reinado del Imperio aqueménida.

Irán es reconocido por la UNESCO como una de las cunas de la civilización.
Tajt-e Yamshid (el trono de Yamshid), fue la capital del Imperio persa durante la época aqueménida. Se encuentra a unos 70 km de la ciudad de Shiraz, provincia de Fars, Irán. Su construcción, comenzada por Darío I, continuó a lo largo de más de dos siglos.
Cada uno de los períodos de elamitas, aqueménidas, partos y sasánidas fueron los creadores de la gran arquitectura que, a lo largo de los siglos, se propagaría muy lejos llegando a otras culturas. Aunque Irán ha sufrido su cuota de destrucción, incluyendo la decisión de Alejandro Magno de quemar Persépolis, quedan hay restos suficientes para formarse una imagen de la arquitectura clásica.
Los aqueménidas construían a gran escala. Los artistas y los materiales que utilizaron fueron traídos de casi todos los territorios de lo que entonces era el estado más grande en el mundo. Pasargada establece la norma: la ciudad fue presentada en un amplio parque con puentes, jardines, columnatas palacios y pabellones de columnas abiertas. Pasargada, junto con Susa y Persépolis expresó la autoridad del Rey de Reyes, las escaleras de la última grabación en escultura en relieve la gran extensión de la frontera imperial. Davazdah Cheshmeh Puente Amol, Casco antiguo Arquitectura de Irán, Kamboj, Shekleh Shah.
Con la aparición de los partos y los sasánidas aparecieron nuevas formas. Las innovaciones de los partos florecieron plenamente durante la sasánida época con enorme bóveda de cañón, cámaras, cúpulas de mampostería sólida y altas columnas. Esta influencia se mantendría en los próximos años.
Por ejemplo, la redondez de la ciudad de Bagdad en la era abasí apunta a sus precedentes persas, como Firouzabad en Fars. Al-Mansur contrató a dos diseñadores para que planificaran el diseño de la ciudad: Naubakht, antiguo persa Zoroastro, que también determina que la fecha de la fundación de la ciudad debe ser astrológicamente significativos y Mashallah ibn Athari, un antiguo judío de Jorasán.
Otra de las arquitecturas preislámicas es Arg-é Bam (Ciudad de Bam). Era la mayor construcción de adobe del mundo. Se encontraba en Bam, una ciudad de la provincia de Kermán, en el sudeste de Irán. La enorme ciudadela, situada en la ruta de la seda, fue construida con anterioridad al año 500 a. C. y continuó estando habitada hasta 1850.
Las ruinas de Persépolis, Ctesifonte, Jiroft, Sialk, Pasargada, Firuzabad y Arg-é Bam dan una idea lejana de cuales fueron las contribuciones persas a la edificación.

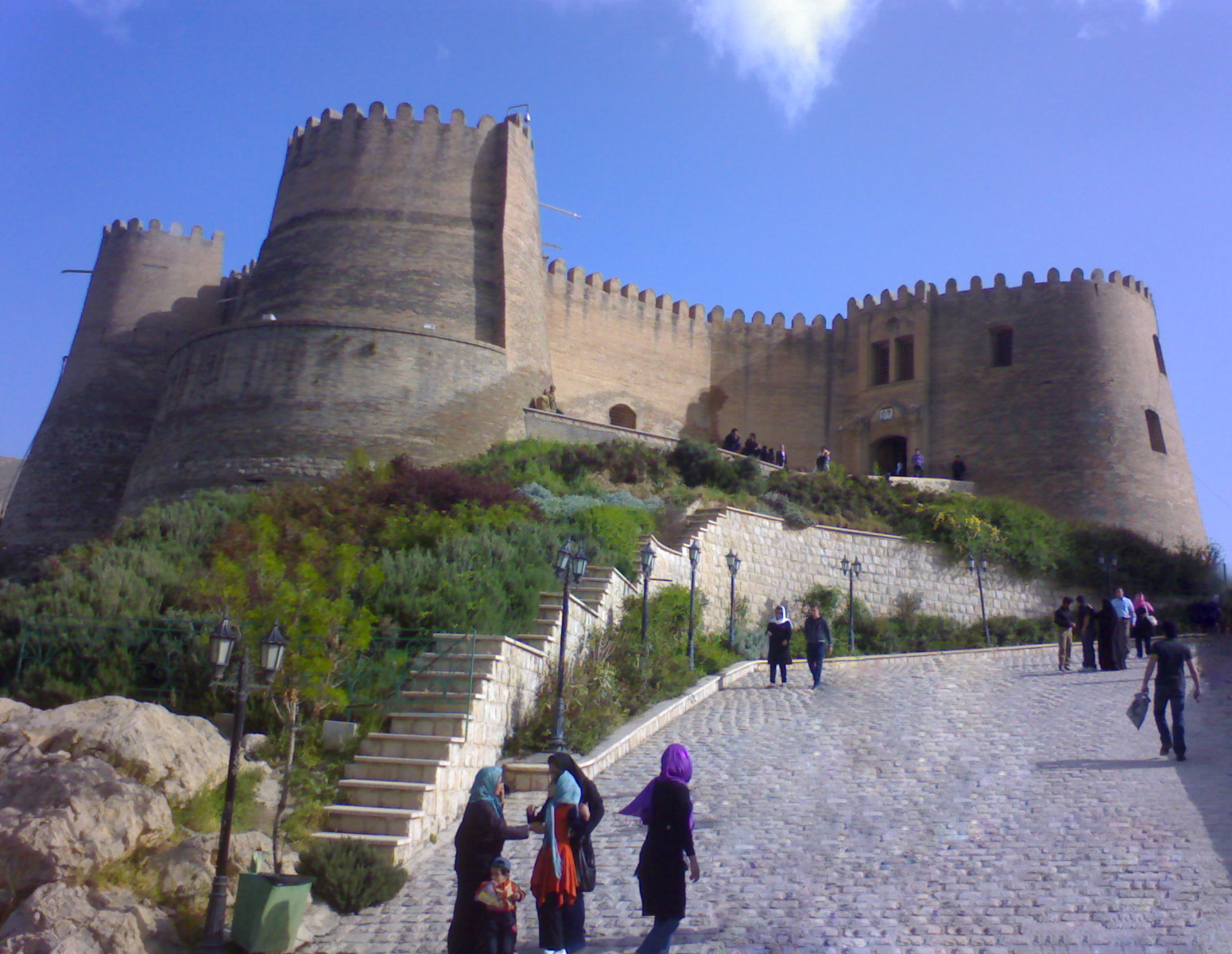
Shapur Khast
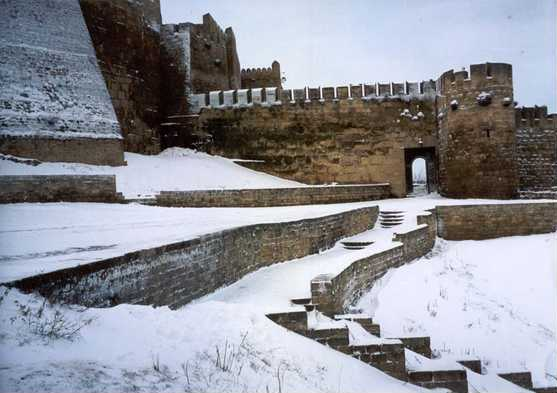
Fortaleza sasánida en Derbent (Rusia)
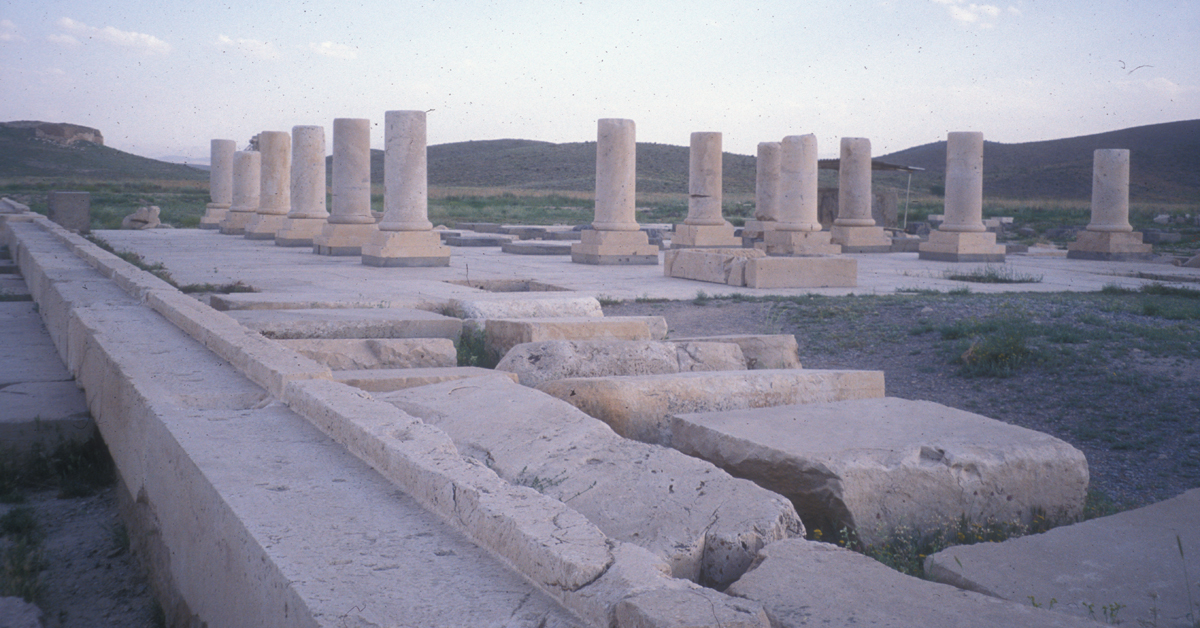
Pasargada
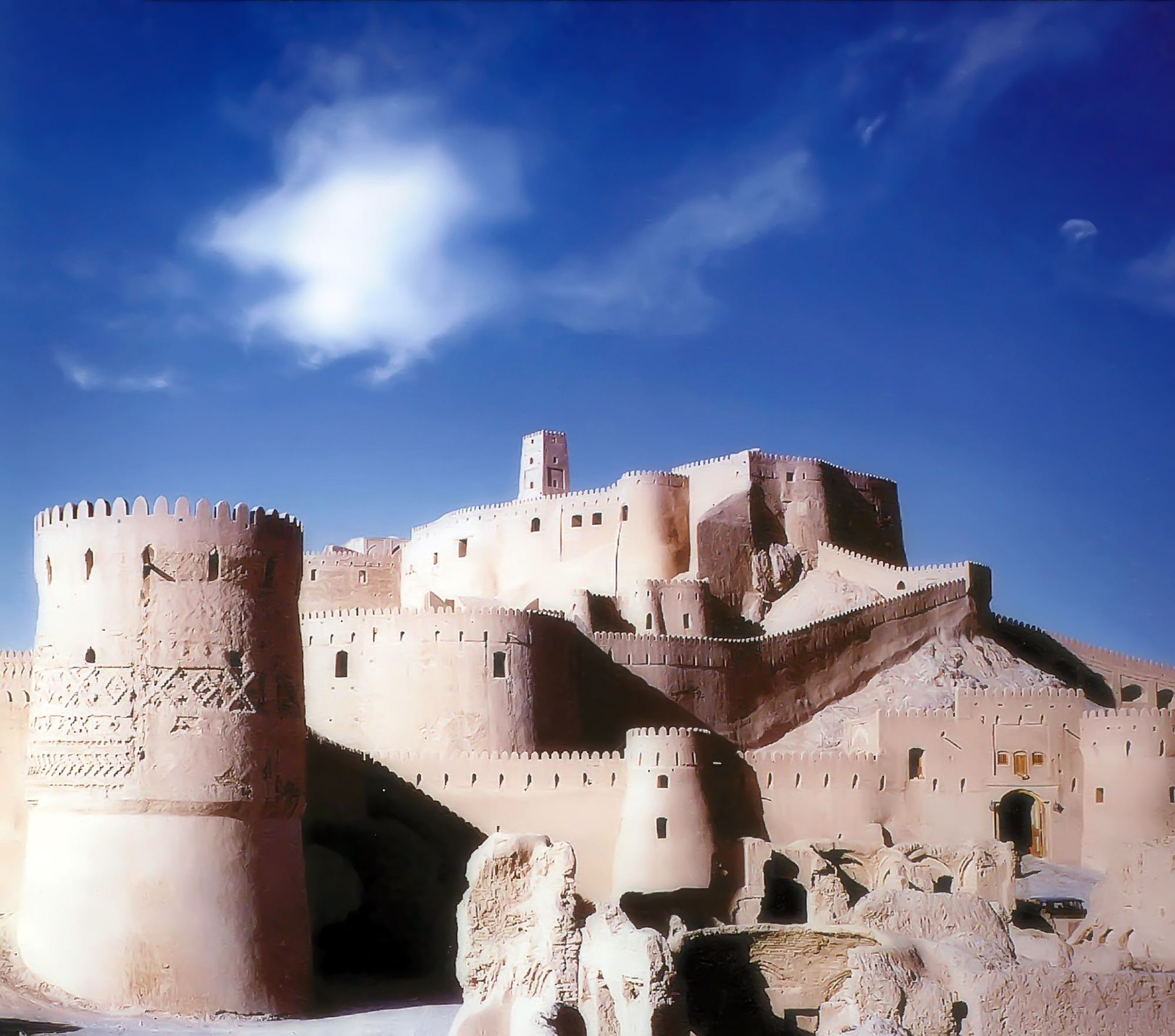
Arg-é Bam

## Arquitectura islámica de Persia

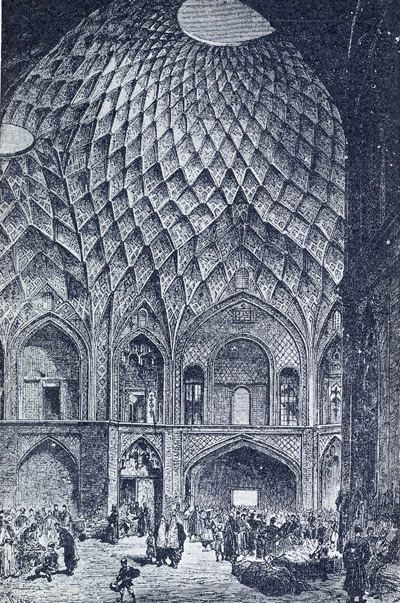
Timcheh-e-Aminoddowleh, bazar de Kashan.

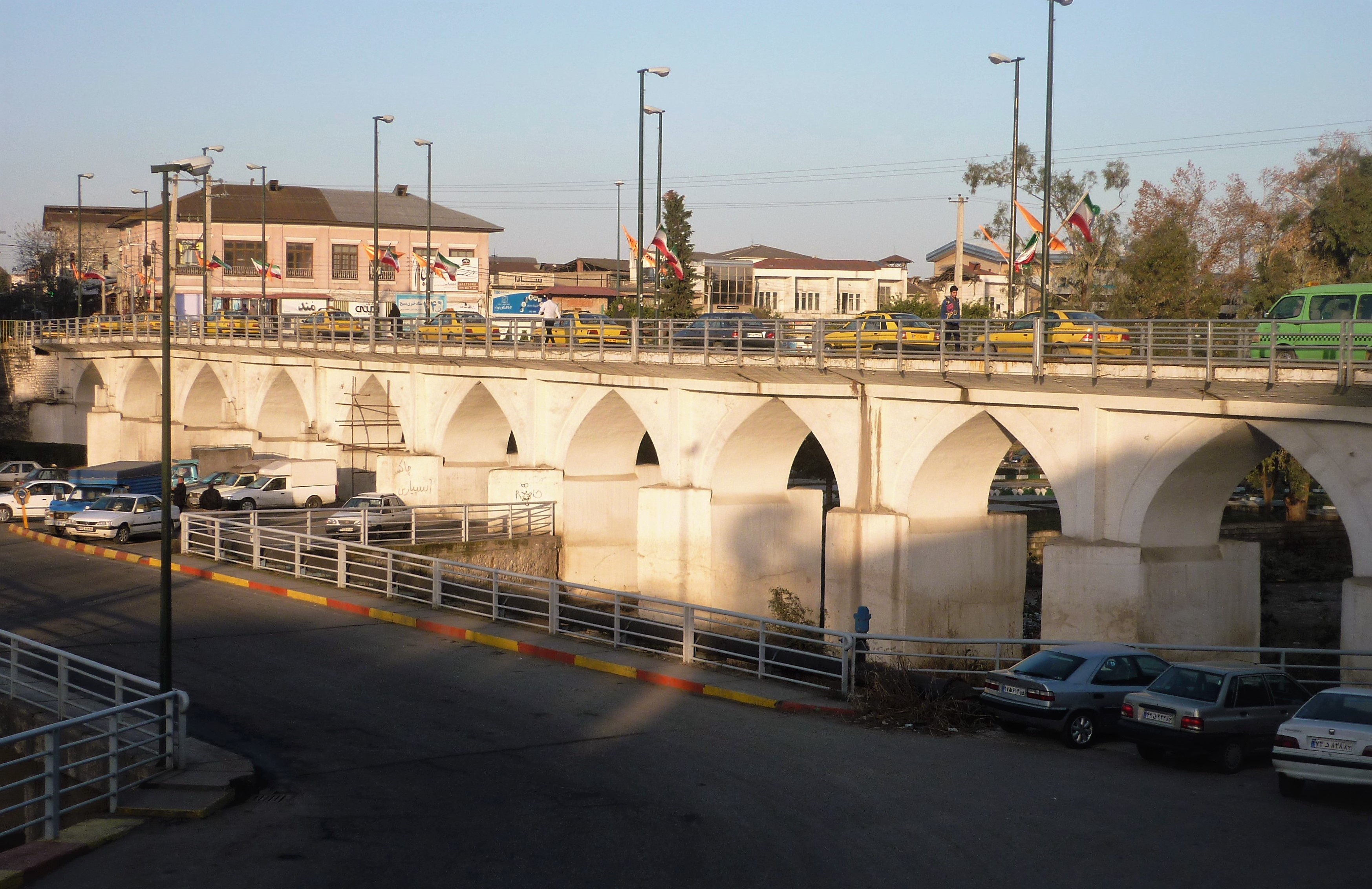
Puente Amol

La caída del imperio persa ante la invasión de las fuerzas islámicas condujo a la creación de notables edificios religiosos en Irán. Artes como la caligrafía, el estucado, el trabajo del espejo y los mosaicos pasaron a estar estrechamente vinculadas con la arquitectura en Irán en la nueva era.
Las excavaciones arqueológicas han proporcionado mucha evidencia que apoya el impacto de la arquitectura sasánida en la arquitectura del mundo islámico.
Las excavaciones arqueológicas han proporcionado mucha evidencia que apoya el impacto de la arquitectura sasánida en la arquitectura del mundo islámico.
Muchos expertos creen que el período de la arquitectura persa que va del siglo XV al siglo XVII d. C. es el pináculo de la era post-islámica. Estructuras como mezquitas, mausoleos, bazares, puentes y palacios han sobrevivido a partir de este período.
Safavid Isfahan trató de lograr grandeza en la escala (de Isfahan Naghsh-i Jahan Square es la segunda plaza más grande en el mundo), a sabiendas de cómo construir edificios altos, con amplios espacios interiores. Sin embargo, la calidad de los ornamentos fue menor en comparación con los de los siglos XIV y XV.
Otro aspecto de esta arquitectura es la armonía con la gente, con su entorno y sus creencias presentándose y manifestándose. Al mismo tiempo, hay reglas estrictas se aplican para dirigir este tipo de arquitectura islámica.
Las grandes mezquitas de Jorasán, Isfahán, Tabriz y Amol utilizan la geometría local, los materiales locales y los métodos de construcción locales para expresar, cada una a su manera, el orden, la armonía y la unidad de la arquitectura islámica. Cuando se examinan los principales monumentos de la arquitectura persa islámico, revelan relaciones geométricas complejas, una estudiada jerarquía de forma y adornos y grandes profundidades de significado simbólico.
En palabras de Arthur U. Pope, quien llevó a cabo extensos estudios en edificios antiguos persas e islámicos: «El impacto significativo de la arquitectura persa es versátil. No insoportable pero digna, magnífica e impresionante.»

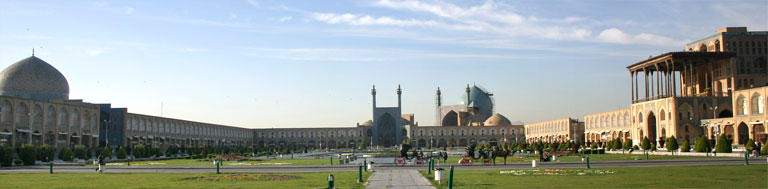
Naqshe cuadrado Jahan en Isfahán es el epítome de la arquitectura iraní del. Ver vista de 360.